# Tatiana Samoïlova
Pour les articles homonymes, voir Samoïlova.
Tatiana Evguenievna Samoïlova (en russe : Татьяна Евгеньевна Самойлова), née le 4 mai 1934 à Léningrad, en Union soviétique, et morte le 4 mai 2014 à Moscou, est une actrice soviétique et russe. Célèbre en Russie et dans les anciens pays de l'URSS pour ses rôles des classiques du cinéma russe comme Quand passent les cigognes ou Anna Karénine, elle a également été l'une des actrices soviétiques les plus connues en Occident.

## Biographie
Tatiana Samoïlova est la fille unique d'Evgueni Samoïlov (1912-2006), acteur de cinéma et de théâtre, et de Zinaïda Levina (1914-1994). La famille s'installe à Moscou en 1937, et Tatiana Samoïlova, fort attachée à sa ville et à son quartier d'enfance, y passa toute sa vie.
Petite, elle est formée au ballet à l'école de danse rattachée au théâtre Stanislavski et Nemirovitch-Dantchenko de Moscou et est appelée par Maïa Plissetskaïa à se préparer pour les examens du Bolchoï, mais son attrait pour la comédie est plus grand et elle veut devenir actrice.
Elle entre en 1953 à l'Institut d'art dramatique Boris Chtchoukine, dont elle sort diplômée en 1956.
Elle reçoit la distinction d'artiste du peuple de la fédération de Russie en 1993. On lui décerne également l'ordre de l'Honneur en 2009.
En 2001, Renata Litvinova lui consacre un épisode de son documentaire Il n'y a pas de mort pour moi qui sera projeté notamment à la Berlinale 2001.
Morte à Moscou, l'actrice est enterrée au cimetière de Novodevitchi.

## Carrière
Son rôle de Véronika dans Quand passent les cigognes, jeune fille déterminée, joueuse et romantique qui se transforme en femme décidée et aimante, après avoir traversé les horreurs et la séparation de la guerre, la propulse d'emblée parmi les meilleures actrices de l'époque, non seulement en URSS, mais aussi en Occident, où le film reçoit la Palme d'or au festival de Cannes en 1958.
Après avoir reçu de tels lauriers, elle se décide à prendre des cours au GITIS (aujourd'hui Académie russe des arts du théâtre) de Moscou dont elle sort diplômée en 1959. Elle devient comédienne dans la troupe du théâtre Maïakovski, puis dans celle du théâtre Vakhtangov, jusqu'en 1960.
Elle disparaît des écrans de cinéma pour se consacrer au théâtre et à sa vie personnelle. Elle tourne dans Anna Karénine, où sa finesse est remarquée, mais ne parvient plus à jouer dans de grands films.
Elle reste vivante et très aimée pour toute une génération, notamment celle née après la guerre et qui vécut le dégel khrouchtchévien. À sa venue à Cannes, en 2008, pour le cinquantenaire de la Palme d'or, elle a reçu une ovation de quinze minutes.

## Vie privée
En 1956-1958, Tatiana Samoïlova est mariée avec Vassili Lanovoï dont elle fait connaissance alors qu'elle est encore étudiante.
En 1964-1967, elle est compagne de l'écrivain et documentariste Solomon Schulmann (ru).
En 1968-1973, Samoïlova est mariée avec Édouard Machkovitch, metteur en scène au Théâtre national d'acteur de cinéma. Leur fils Dimitri, installé aux États-Unis, est médecin radiologue et père d'une fille prénommée Tatiana.

## Filmographie
- 1956 : Le Mexicain de Vladimir Kaplounovski (ru) : Maria
- 1957 : Quand passent les cigognes de Mikhaïl Kalatozov : Véronika
- 1960 : La Lettre inachevée (Неотправленное письмо, Neotpravlennoe pismo) de Mikhaïl Kalatozov : Tania
- 1961 : Vingt Mille Lieues sur la terre (Леон Гаррос ищет друга) de Marcello Pagliero : Natacha
- 1961 : Alba Regia de Mihály Szemes : Alba
- 1964 : Marcher ou mourir (it) (Italiani brava gente) de Giuseppe De Santis : Sonia
- 1967 : Anna Karénine d'Alexandre Zarkhi : Anna Karénine
- 1972 : Une ville dans le Caucase, court-métrage de Leonid Berditchevski : Nadéjda
- 1972 : Un long chemin dans une courte journée (ru) de Timofeï Levtchouk (ru): Ekaterina Zolotarenko
- 1973 : Sans retour (ru) d'Aleksei Saltykov (en) : Nastia Chevtsova
- 1973 : Joies inattendues (ru) de Rustam Khamdamov : marchande
- 1974 : Océan de Youri Vychynski (ru): Macha
- 1975 : Des diamants pour la dictature du prolétariat (Бриллианты для диктатуры пролетариата) de Grigori Kromanov : Maria Olenietskaïa
- 1991 : Anna Karamazoff de Rustam Khamdamov
- 2000 : Vingt-quatre Heures (ru) d'Aleksandr Atanesyan (ru) : mère
- 2004 : Une saga moscovite, feuilleton télévisé de Dmitri Barchtchevski : le professeur de mathématiques
- 2005 : Loin de Sunset Boulevard d'Igor Minaiev : Lydia Poliakova
- 2008 : Nirvana (ru) d'Igor Volochine (ru) : Margarita Ivanovna

## Sources
- (ru) Cet article est partiellement ou en totalité issu de l’article de Wikipédia en russe intitulé « Самойлова, Татьяна Евгеньевна » (voir la liste des auteurs).